# ازنونة (امسماترت)
ازنونة هو دُوَّار يقع بجماعة إيمندونيت، إقليم شيشاوة، جهة مراكش آسفي في المملكة المغربية. ينتمي الدوّار لمشيخة امسماترت التي تضم 19 دوار. يقدر عدد سكانه بـ 298 نسمة حسب الإحصاء الرسمي للسكان والسكنى لسنة 2004.

## روابط خارجية
- البوابة الوطنية للجماعات الترابية
- المندوبية السامية للتخطيط